# 96. østlige længdekreds
Den 96. østlige længdekreds (eller 96 grader østlig længde) er en længdekreds, der ligger 96 grader øst for nulmeridianen. Den løber gennem Ishavet, Asien, det Indiske Ocean, det Sydlige Ishav og Antarktis.